# Reserva de Producción de Fauna Chimborazo
Die Reserva de Producción de Fauna Chimborazo befindet sich in den Anden in Zentral-Ecuador. Das 585,6 km² große Schutzgebiet wurde am 26. Oktober 1987 mittels Acuerdo Interministerial N° 437 eingerichtet und mittels Registro Oficial N° 806 vom 9. November 1987 bekannt gemacht. Die Schutzgebietskategorie dient der nachhaltigen Entwicklung und Nutzung von Wildtierpopulationen in natürlichen oder teilweise veränderten Gebieten, hauptsächlich für die ansässige lokale Bevölkerung.

## Lage
Die Reserva de Producción de Fauna Chimborazo umfasst den 6310 m hohen Vulkan Chimborazo, die höchste Erhebung Ecuadors. Das Schutzgebiet liegt in den Kantonen Guano, Riobamba, Guaranda und Ambato in den Provinzen Bolívar, Chimborazo und Tungurahua. Im Reservat liegen die Quellgebiete der Flüsse Río Ambato, Río Chambo und Río Chimbo. Das Gebiet lässt sich durch folgende Koordinaten grob definieren: , , , .

## Ökologie
Im Schutzgebiet erstreckt sich eine großflächige ausgesprochen trockene Páramo-Landschaft. Diese resultiert vom Regenschatten des übergroßen Vulkans, der die feuchten Westwinde an seiner Westflanke aufhält. Außerdem liegt das Gebiet relativ weit vom weiter östlich gelegenen feuchten Amazonastiefland entfernt. Das Reservat beherbergt eine bedeutende Vikunja-Population, die 1988 aus Peru und Chile wieder eingeführt wurde. Ferner gibt es auch Lamas und Alpakas. Zur Vogelwelt des Areals gehören der Andenkondor (Vultur gryphus), der Streifenkarakara (Phalcoboenus carunculatus), Tangaren und Kolibris, darunter der Purpurkopfkolibri (Oreotrochilus chimborazo).